# Alexandru Sergiu Grosu

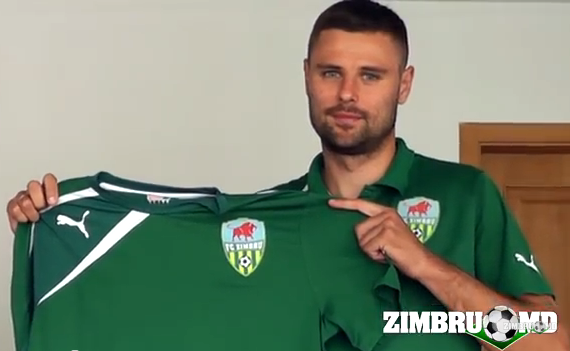
Alexandru Grosu la prezentarea sa la Zimbru

Alexandru Sergiu Grosu (n. 16 mai 1986, Chișinău) este un fotbalist moldovean care evoluează la clubul Speranța Nisporeni, pe postul de atacant.

## Palmares
FC Tiraspol
- Divizia Națională

Vicecampion: 2013–14
- Cupa Moldovei: 2012/2013

Zimbru Chișinău
- Supercupa Moldovei: 2014